# 叠氮化亚硝酰
叠氮化亚硝酰，也称一氧化四氮，是一种极不稳定的氮氧化物，化学式为N4O。它可以通过以下反应在低温下制备：
NaN3（过量） + NOCl → NaCl + N4O
低于-50°C时该物质是一种淡黄色固体。一旦超过这个温度，它会分解成一氧化二氮和氮气：
N4O → N2O + N2